# Sielsowiet Udarnaje
Sielsowiet Udarnaje (biał. Ударненскі сельсавет, Udarnienski sielsawiet; ros. Ударненский сельсовет) – sielsowiet na Białorusi, w obwodzie homelskim, w rejonie lelczyckim, z siedzibą w Udarnaje.

## Demografia
Według spisu z 2009 sielsowiet Udarnaje zamieszkiwało 1546 osób, w tym 1513 Białorusinów (97,87%), 19 Rosjan (1,23%), 7 Ukraińców (0,45%), 4 osoby innych narodowości i 3 osoby, które nie podały żadnej narodowości.
Do 2019 liczba ludności spadła do 1202 osób. Największymi miejscowościami były wówczas Udarnaje (553 mieszkańców), Zamosze (247 mieszkańców), Krasnabiareżża (225 mieszkańców) i Nowaje Palessie (102 mieszkańców). Liczba ludności żadnej z pozostałych miejscowości nie przekraczała 52 osób.

## Geografia i transport
Sielsowiet położony jest na Polesiu, w północnej części rejonu lelczyckiego. Największą rzeką jest Uborć. Większość jego terytorium zajmuje kompleks leśno-bagienny. W jego granicach znajduje się fragment Prypeckiego Parku Narodowego.
Przez sielsowiet przebiega droga republikańska R36.

## Miejscowości
- agromiasteczko:
  - Udarnaje (hist. Osmolennik)
- wsie:
  - Krasnabiareżża (hist. Złodzin)
  - Manczyce
  - Nowaje Palessie (hist. Korosteń)
  - Świnna
  - Wietwica
  - Zamosze